# Nowiny Nyskie
Nowiny Nyskie – tygodnik ukazujący się od 1947, który wydawany jest co wtorek w nakładzie od 9000 do 10 000 egz. o objętości od 48 do 64 stron. Zasięg sprzedaży gazety to obszar głównie powiatu nyskiego. W tygodniku dominuje tematyka ogólnospołeczna - miejska i regionalna. Znajdują się tu aktualności, publicystyka, sport, rozrywka oraz program telewizji kablowej. Gazetę wydaje Nyskie Towarzystwo Społeczno-Kulturalne. Redaktorem naczelnym gazety jest Piotr Wojtasik, który został także prezesem NTSK po śmierci Janusza Sanockiego.